# Macaranga eymae
Macaranga eymae är en törelväxtart som beskrevs av Lily May Perry. Macaranga eymae ingår i släktet Macaranga och familjen törelväxter. Inga underarter finns listade i Catalogue of Life.